# Pirates des Caraïbes : Le Secret du coffre maudit (jeu vidéo)
 (juin 2019).
Si vous disposez d'ouvrages ou d'articles de référence ou si vous connaissez des sites web de qualité traitant du thème abordé ici, merci de compléter l'article en donnant les références utiles à sa vérifiabilité et en les liant à la section « Notes et références ».
Pirates des Caraïbes : Le Secret du coffre maudit (Pirates of the Caribbean: Dead Man's Chest) est un jeu vidéo d'action-aventure et de plates-formes édité et développé par Buena Vista Games. Il s'agit d'une adaptation du film du même nom réalisé par Gore Verbinski sorti en 2006.

## Système de jeu
Sur Nintendo DS, le jeu reprend les événements du film.
Lorsque le joueur gagne assez d'argent, il peut le dépenser pour acheter des images exclusives du film, des armes, des personnages ou encore débloquer le niveau Difficulté Cauchemardesque.
Le jeu se déroule en 7 niveaux : 
- Île Pénitentiaire : Jack Sparrow doit trouver le croquis de la Clé du Coffre de Davy Jones à l'intérieur de la Prison tout en affrontant les gardiens et des croque-morts.

- Port Royal : Élisabeth Swann doit se rendre dans les quartiers de Lord Beckett, sur les quais, pour négocier avec celui-ci.

- Île des Pélégostos : Will Turner doit libérer Jack Sparrow des griffes des cannibales et de leur chef.

- Marais de Tia Dalma : Jack Sparrow doit se rendre à la cabane de Tia Dalma tout en affrontant des créatures vaudoues et des crocodiles.

- Tortuga : Élisabeth Swann s'y rend, recherche un certain Jack Sparrow, se fait provoquer et doit affronter les Pirates du bar.

- Île des Quatre Vents : Will Turner part à la recherche du Coffre de Davy Jones et doit affronter des membres de l'équipage du Hollandais Volant, ainsi que Jack Sparrow et l'ex-Commodore Norrington.

- Le Kraken : Jack Sparrow doit affronter le Kraken.